# Cornuamesus biscayensis
Cornuamesus biscayensis är en kräftdjursart som först beskrevs av Chardy 1975.  Cornuamesus biscayensis ingår i släktet Cornuamesus och familjen Ischnomesidae. Inga underarter finns listade i Catalogue of Life.